# Sollwert
Der Sollwert ist unter anderem in der Medizin, Technik, Wirtschaft und Statistik ein als Ziel angestrebter Soll-Zustand einer veränderlichen Regelgröße. Pendant ist der Istwert.

## Allgemeines
Sollwerte sind Daten, die bei der Formulierung von Zielen in Zukunft durch Wirtschaftssubjekte (Unternehmen, Privathaushalte, Staat) erreicht werden sollen. Als Daten kommen technische Daten oder ökonomische Daten wie Unternehmensdaten in Betracht.

## Fachgebiete
Sollwerte gibt es unter anderem in der Medizin (Vitalwerte), Technik (etwa Drehzahl, Geschwindigkeit) und in der Wirtschaft (etwa Sollkosten, Sollzeit).
Zu regelnde physikalische Größen (wie Druck, Höhe, Menge, Temperatur) weisen einen Normalzustand auf (beispielsweise die menschliche Körpertemperatur), der durch Messtechnik gemessen werden kann (Fieberthermometer). Durch Vergleich von Istwert und Sollwert, also von Vorhandenem und Gefordertem, wird der Unterschied zwischen beiden festgestellt. Die Messabweichung (Fieber oder Unterkühlung) ist entscheidend für die Tätigkeit, welche die Abweichung beseitigen soll. In der Medizin wird unter Sollwert auch der erfahrungsgemäße Normalwert verstanden, auch wenn kein Regulationsmechanismus besteht.
In der Regelungstechnik ist in einem Regelkreis der Sollwert der Regelgröße der augenblickliche Wert der Führungsgröße. Die Bezeichnung Sollwert wird insbesondere auch dann an Stelle von Führungsgröße verwendet, wenn die Führungsgröße sich zeitlich nicht ändert. Beispielsweise ist bei einer Heizung die Temperatur die Regelgröße. Die gewünschte Temperatur (Führungsgröße) wird von einem einstellbaren Temperaturregler vorgegeben. Der momentan eingestellte Temperaturwert ist der Sollwert. In DIN IEC 60050-351:2009-06 (Internationales Elektrotechnisches Wörterbuch – Leittechnik) ist der Sollwert so definiert: „gewünschter Wert einer variablen Größe zu einem gegebenen Zeitpunkt und unter festgelegten Bedingungen“.
Im Qualitätsmanagement wird analog zur Regelungstechnik der angestrebte Prozessparameter (z. B. die Maße eines Bauteiles) als Sollwert aufgefasst. Bis 1988 wurde hier die Bezeichnung Sollwerte aber unscharf als Sammelbegriff für alle vorgegebenen Merkmalswerte wie z. B. auch Grenzmaße verwendet.
Der Werbeerfolg einer Werbung stellt im Marketing eine Beziehung zwischen den Werbezielen (Sollwert) und den Werbewirkungen (Istwert) her. Werbeziel könnte etwa die Steigerung des Bekanntheitsgrades eines Produkts bei der Zielgruppe der Jugendlichen (14- bis 18-Jährige) sein, Werbewirkung wäre die Erhöhung der Umsatzerlöse durch diese Gruppe. Im Marketing entspricht die Kundenwahrnehmung dem Istwert, die Kundenerwartung dem Sollwert. Stimmen beide überein, liegt Kundenzufriedenheit vor.
In der Landwirtschaft wurden für die verschiedenen Bodenarten aus langjährigen Feldversuchen Sollwerte als Zielgrößen abgeleitet, die den Optimalzustand für die einzelnen Parameter darstellen. Diesen werden die Istwerte gegenübergestellt, welche die aktuellen Zustandsgrößen sind.

## Daten
Unter anderem können folgende Daten in einem Soll-Ist-Vergleich gegenübergestellt werden:
| Fachgebiet                   | Sollwert         | Istwert                      |
| ---------------------------- | ---------------- | ---------------------------- |
| Elektrotechnik               | Nennleistung     | Istleistung                  |
| Kostenrechnung               | Sollkosten       | Istkosten                    |
| Materialwirtschaft           | Soll-Bestand     | Ist-Bestand                  |
| Plankostenrechnung           | Plankosten       | Standardkosten, Normalkosten |
| Preisabweichung              | Planmenge        | Istmenge                     |
| Vitalwerte: Körpertemperatur | Normaltemperatur | Fieber oder Unterkühlung     |
| Zeitermittlung               | Sollzeit         | Istzeit                      |

Sind die Istkosten höher als die Sollkosten, liegt eine Kostenüberdeckung vor. Eine Kostenunterdeckung ergibt sich, wenn die Istkosten in einer Rechnungsperiode unter den Sollkosten liegen. Die Ursachen der Abweichungen müssen eingehend untersucht werden, weil sie vielfach auf Mängel im Betriebsablauf zurückzuführen sind.

## Planung und Ziele
Sollwerte können als Grundlage zur Definition von Zielen verwendet werden. Sollwerte stellen eine Quantifizierung dar, die für die Zielbildung operationaler Ziele unerlässlich ist.
In der Unternehmensplanung bilden die tatsächlich erreichten Istwerte die wesentlichste Grundlage für die Planung künftiger Sollwerte (Unternehmensziele). Wesentliche Istwerte sind betriebswirtschaftliche Kennzahlen wie Gesamtkosten, Kapitalstruktur oder Kostenstruktur, die es gilt, im Produktionsprozess an die Sollwerte der Planung anzupassen. Wurden diese Istwerte unter Normalbedingungen erreicht (Normalbeschäftigung), so kann mit Hilfe einer Trendextrapolation (eventuell mit exponentieller Glättung) für einen bestimmten Planungshorizont eine Sollgröße als Unternehmensziel ermittelt werden.

## Soll-Ist-Vergleich
Bei einem Soll-Ist-Vergleich werden beide Werte gegenübergestellt. Die Abweichung (Diskrepanz in der Mathematik, Toleranz in der Technik) {\displaystyle A} des Istwerts {\displaystyle I} vom Sollwert {\displaystyle S} ergibt sich dabei als
{\displaystyle A=S-I},
wobei unterstellt wird, dass {\displaystyle S}≠{\displaystyle I}. Ist {\displaystyle S<I} oder {\displaystyle S>I}, liegt eine Abweichung vor, die Gegenstand der Abweichungsanalyse ist. Dann müssen bestehende Unternehmensprozesse (Arbeits-, Entscheidungs-, Führungs-, Geschäfts-, Management-, Produktions- oder Vertriebsprozess) oder technische Systeme angepasst werden, um ein Erreichen der Sollwerte sicherzustellen.